# خیزش شعبان
خیزش شعبان یا انتفاضه شعبانیه قیام مردم عراق علیه رژیم بعث عراق بود که سرتاسر کشور از شمال تا جنوب را دربرگرفت. این قیام در پایان جنگ خلیج فارس و قطعنامه ۶۷۰ شورای امنیت که کلیه تحرکات هوایی ارتش عراق حتی بالگردها را ممنوع کرد به وقوع پیوست و در نتیجه آن کنترل بخش اعظم کشور به دست نیروهای مردمی افتاد. طلیعه خیزشها از شهر بصره بود زمانی که پس از شکست صدام در جنگ کویت و خروج وی از آن کشور توسط ائتلاف نیروهای آمریکائی در اواخر سال ۱۹۹۰، در اول مارس ۱۹۹۱ یک تانک برگشته ارتش عراق به سوی پرتره صدام در بصره شلیک کرد و سپس همه شهر بصره به سرعت دچار خیزش و ناامنی شد و از آنجا به سایر مناطق عراق سرایت کرد. از هجده استان عراق، چهارده استان سقوط کرد و در این میان تنها استانهای شمالی و مرکزی شامل استانهای موصل، صلاح الدین، انبار و بغداد در دست رژیم بعث باقی‌ماند. با همه اینها قیام توسط نیروی سنگین نظامی صدام حسین و وفادارانش در گارد ریاست جمهوری عراق به شدت سرکوب شد به ویژه نقاط مرکزی شهر کربلا که یکی از هسته‌های مقاومت مردمی بود به ویرانه تبدیل شد و حرم حسین بن علی مورد اصابت چندین گلوله تانک گارد ریاست جمهوری صدام حسین قرار گرفت. در جریان این درگیری‌ها هزاران نفر کشته و نزدیک به دو میلیون نفر از عراق آواره شدند.
نقش سازمان مجاهدین خلق در کمک به نیروهای عراقی مطرح شده است، گرچه این سازمان انکار می‌کند.
در مستند آیت الله ساخته سید مصطفی موسوی‌تبار برای اولین بار تصاویری از آرشیو انتفاضه شعبانیه به تصویر کشیده شده‌است. در این مستند به نقش خویی در انتفاضه پرداخته شده‌است.

## خیزش در شمال عراق

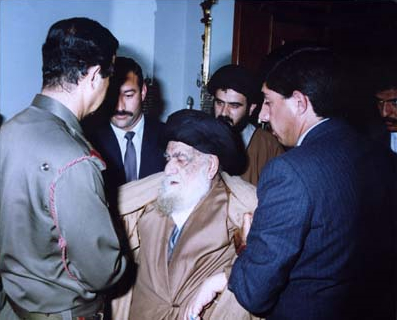
دیدار خویی با صدام حسین، پس از شکست انتفاضه شعبانیه.

چون خیزش از مناطق شیعه‌نشین جنوبی عراق به ویژه بصره و کربلا در اول مارس ۱۹۹۱ شروع شده بود، کردها با توجه به ملاحظات مذهبی ابتدا نمی‌خواستند به شورش بپیوندند و رهبران کردستان به ویژه جلال طالبانی مخالف خیزش در منطقه کردستان بودند ولی بالأخره با توجه به گوشه بودن منطقه‌ی کردنشین عراق و چراغ سبز ایران به امید لطمه به صدام، در کردستان عراق نیز خیزش پس از قیام در سایر مناطق عراق شروع شد و چون نوجوانان کردستانی عراقی پیشرو این شورش بودند، گاهی در محافل کردی به آن «راپه‌رین هه‌رزه‌کاران» به معنی «شورش نوجوانان» نیز گفته‌ می‌شود. شهر رانیه پیشرو خیزش بود، زمانی که در ۶ مارس ۱۹۹۱ شروع شد و به همین دلیل در بین کردها به «دروازه راپه‌رین» یا «دروازه شورش» لقب یافته‌است. پس از آن در سلیمانیه و اربیل هم از آن پیروی شد و سپس در بقیه شهرهای کردنشین عراق. در ۳ نوامبر ۱۹۹۱ ارتش عراق وارد عمل شد و خیزش را سرکوب کرد و شهرهای اصلی شمالی مانند کرکوک، اربیل و دهوک و حتی سلیمانیه را بوسیله توپخانه ویران کرد و آنها را بازپس گرفت. صدها هزار نفر از مردان و زنان و کودکان و سالخوردگان مجبور به ترک خانه‌هاشان و مهاجرت به مرزهای ترکیه با پای پیاده یا سوار بر الاغ یا کامیون شدند چرا که حکومت به ساکنین منطقه هشدار داده بود و از آن‌ها خواسته بود مناطق را ظرف ۲۴ ساعت ترک کنند در غیر این صورت سرنوشت حتمیشان مرگ خواهد بود. این جمعیت بعلاوه شیعیان عراق از بی‌ملاحظگی حکومت فرار کردند به ویژه بعد از سرکوب خیزش در جنوب عراق به ویژه کربلا.شهرها در این دوره شهر اشباح شده بود و به جز ساختمان‌های فروپاشیده کسی در آن باقی نمانده بود؛ و شمار کثیری از این مردم طی راه‌های دشوارشان کشته شدند به وسیله مسلسلهای هلیکوپترهای نظامی که تعمداً بر روی آن‌ها آتش می ریختند یا در زمین‌های مینگذاری شده که طی جنگ اول خلیج فارس بین ایران و عراق کار گذاشته شده بودند؛ و هنگام ورودشان به مرزهای ترکیه و ایران بعد از پیمودن راه‌های کوهستانی دشوار و ناهموار و سرد برخی کشورها و سازمانهای بشردوستانه کمکهای غذایی چادر و درمان پزشکی ارائه می‌دادند. در میانه ماه مارس سال ۱۹۹۲ شورای امنیت سازمان ملل متحد قطعنامه شماره ۶۸۸ را تصویب کرد به وضع منطقه امن برای کردها در شمال عراق تحت نام کردستان به عرض جغرافیایی ۳۶ و نیروهای ارتش عراق را از آن خارج کرد.

### انتفاضه در طوزخورماتو
در طوزخورماتو خیزش بین روزهای دهم و دوازدهم ماه مارس شروع شد و خیزش‌کنندگان با پیش مرگها همکاری می‌کردند و نیروهای دولتی بدون هیچ مقاومتی فرار کردند. با این وجود نیروهای زیادی از بعثیها و افراد پلیس در حمله به مقر حزب کشته شدند و کنترل خیزش‌کنندگان بر شهر سه روز ادامه داشت تا این که نیروهای دولتی از سه جهت به شهر نزدیک شدند و از فاصله یک کیلومتری به آن حمله کردند. هلیکوپترها بر مقاومت کنندگان بمبهای آتشزا و فسفری شلیک می‌کردند و از منطقه تکریت هم برای پرتاب موشک بر روی منطقه استفاده می‌کردند. نزدیک ۳۰۶ نفر از نیروهای پیشمرگ و هموطنان کشته شدند بعد از کنترل ۱۱ روزه طوزخورماتو توسط پیشمرگها. دفاع از این ناحیه بوسیله پیشمرگها به خاطر اهمیت لجستیکیش بود چرا که در راه بغداد کرکوک واقع شده‌است.

## نقش سازمان مجاهدین خلق
برخی از نویسندگان،سازمان مجاهدین خلق را به دست داشتن در سرکوب‌های رژیم بعث متهم می‌کنند؛ گرچه سازمان مجاهدین خلق این موضوع را به کلی انکار می‌کند. طبق اذعان وزارت امور خارجه ایالات متحده و گروه روابط خارجی مجلس استرالیا، سازمان مجاهدین خلق ایران که توسط صدام حسین در عراق پناه گرفته بود، به گارد جمهوری در سرکوب وحشیانه خیزش شعبانیه کمک کرده است. الیزابت روبین در مقاله‌ای در نیویورک تایمز با عنوان «فرقه رجوی» به نقش این سازمان در سرکوب‌ها اشاره دارد. در این مقاله از اعضای سابق سازمان مجاهدین خلق گزارش شده است که مریم رجوی گفته است: «کردها را زیر تانک‌های خود بگیرید و گلوله‌های خود را برای سپاه پاسداران نگه دارید.» مؤسسه رند در گزارش خود پیرامون این سازمان به نقش آن در سرکوبها می‌پردازد.
وبگاه ایرانی دیدبان این سازمان را متهم می‌کند که با حمایت توپخانه‌ای ارتش عراق به شهرهای خالص، جلولا، بعقوبه و خانقین حمله کرده‌است و طی عملیاتی موسوم به مرواید در سرکوب نقش مستقیم داشته است.
در مقاله‌ای پیرامون فراریان از سازمان مجاهدین خلق که در ژورنال ملبورن جرنل آو اینترنشنال لا (Melbourne Journal of International Law) منتشر توسط دانشگاه ملبورن ارائه شده‌است نیز به نقش این سازمان توجه شده‌است. در این مقاله با ۷ تن از اعضای جدا شده از این سازمان مصاحبه شده که همگی درگیری نظامی را تأیید کرده‌اند اما اغلب مدعی اند که این موضوع به عنوان دفاع صورت گرفته‌است. کمپ اشرف (مقر اصلی این سازمان در عراق) در میان مسیر دست یابی مخالفان صدام به بغداد قرار داشت.
اریک گلدستاین (Eric Goldstein) در کتاب خود پس از ذکر گزارش‌ها کردهای عراق از مشاهدات خود از سرکوبها گرچه این گزارش‌ها را به دلیل احتمال اثر گزاری میزبانی ایران از کردهای آواره عراق تضعیف می‌کند اما می‌نویسد که شواهد قوی از نقش داشتن گروه‌های نظامی مورد حمایت بغداد در سرکوب‌ها حکایت دارد.